# یشیل‌تپه (تاش‌اوا)
یشیل‌تپه (به لاتین: Yeşiltepe) یک منطقهٔ مسکونی در ترکیه است که در تاشوا واقع شده‌است.